# فيليب نجوين
فيليب نجوين (بالتشيكية: Filip Nguyen) هو لاعب كرة قدم تشيكي، ولد في 14 سبتمبر 1992 في تشيكوسلوفاكيا. لعب مع سبارتا براغ.

## وصلات خارجية
- فيليب نجوين على موقع الاتحاد الدولي (مؤرشف)  (الإنجليزية)
- فيليب نجوين على موقع الاتحاد الأوربي (الإنجليزية)
- فيليب نجوين على موقع قاعدة بيانات كرة القدم.إي يو (الإنجليزية)
- فيليب نجوين على موقع ناشيونال فوتبول تيمز (الإنجليزية)
- فيليب نجوين على موقع Soccerway.com (الإنجليزية)
- فيليب نجوين على موقع عالم كرة القدم.نت (الإنجليزية)